# Ocotea lancilimba
Ocotea lancilimba là một loài thực vật thuộc họ Lauraceae. Đây là loài đặc hữu của Mauritius. Môi trường sống tự nhiên của chúng là rừng khô nhiệt đới hoặc cận nhiệt đới.